# کیث مرداک

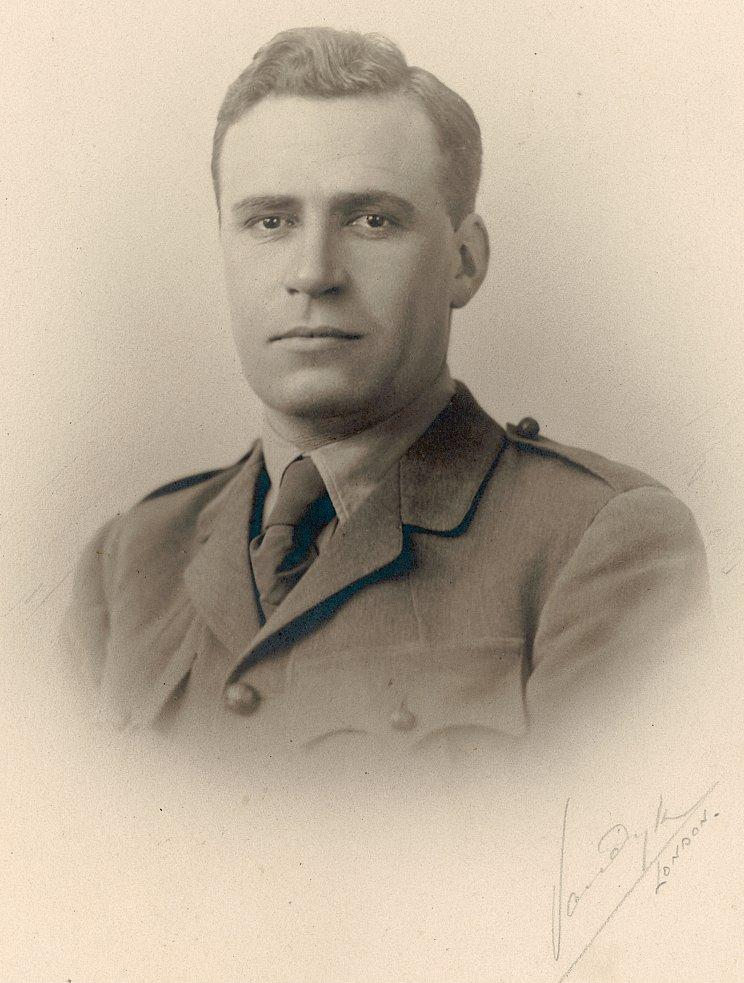
کیث مرداک

سر کیث آرتور مرداک (۴ اکتبر ۱۹۵۲–۱۲ اوت ۱۸۸۵) (به انگلیسی: Sir Keith Arthur Murdoch) یک روزنامه‌نگار استرالیایی بود وی پدر رابرت مرداک مدیرعامل نیوز کورپوریشن می‌باشد.
کیث در ۱۸۸۵ در ملبورن زاده شده، او پسر آنیه و پاتریک جان مرداک (به انگلیسی: Annie and the Rev. Patrick John Murdoch) که در ۱۸۸۲ در اسکاتلند ازدواج نموده و به ویکتوریا در استرالیا مهاجرت نمودند. پدر وی یک کشیش بود.